# Friesische Wasserlinie

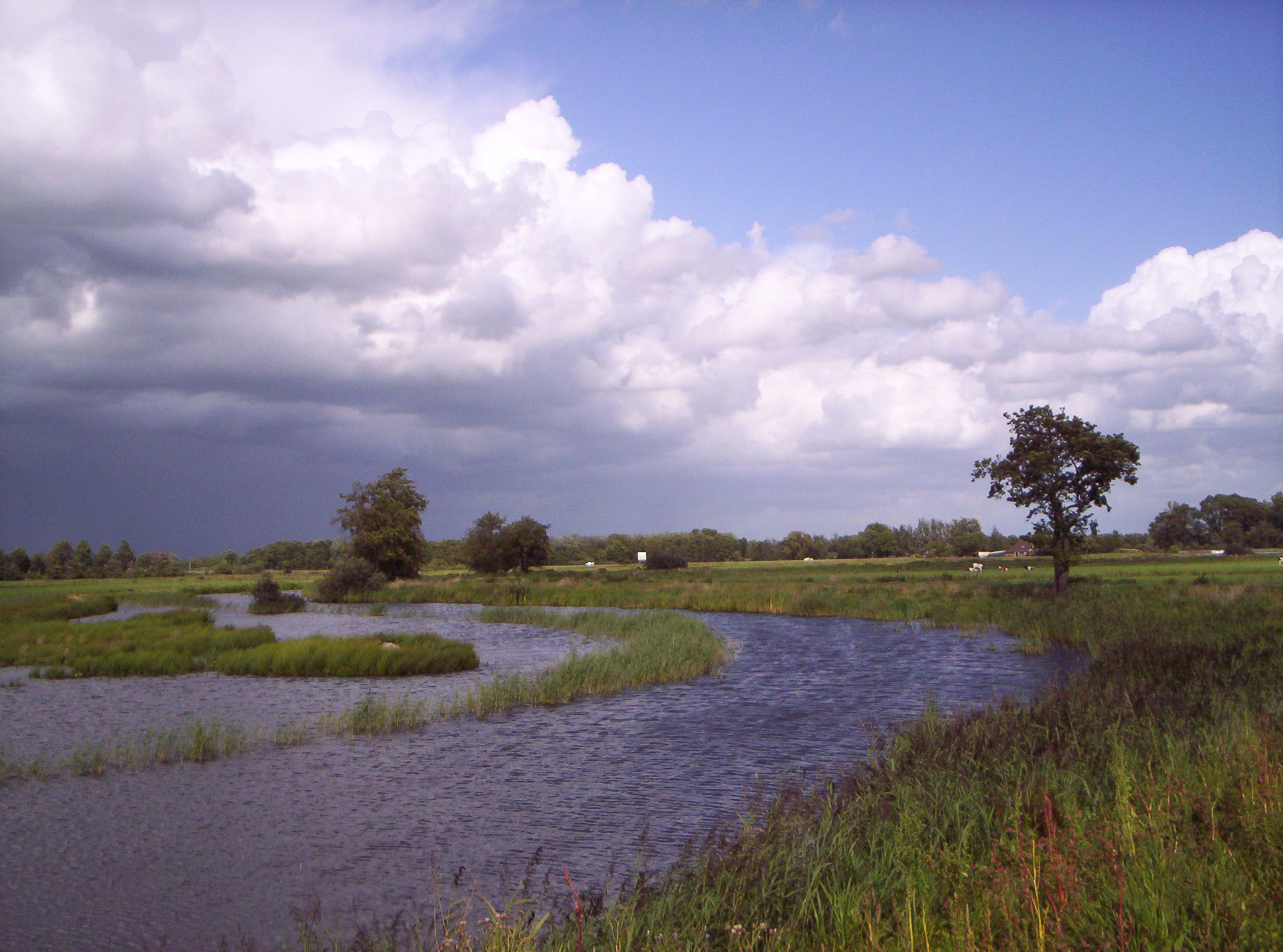
Das Tal der Linde in der Nähe von De Blesse

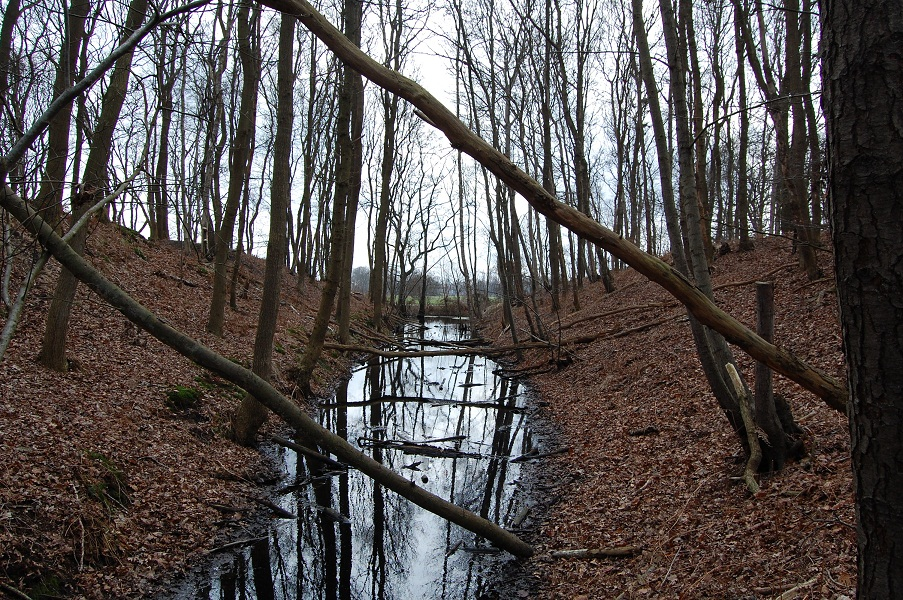
Schanze bei Frieschepalen

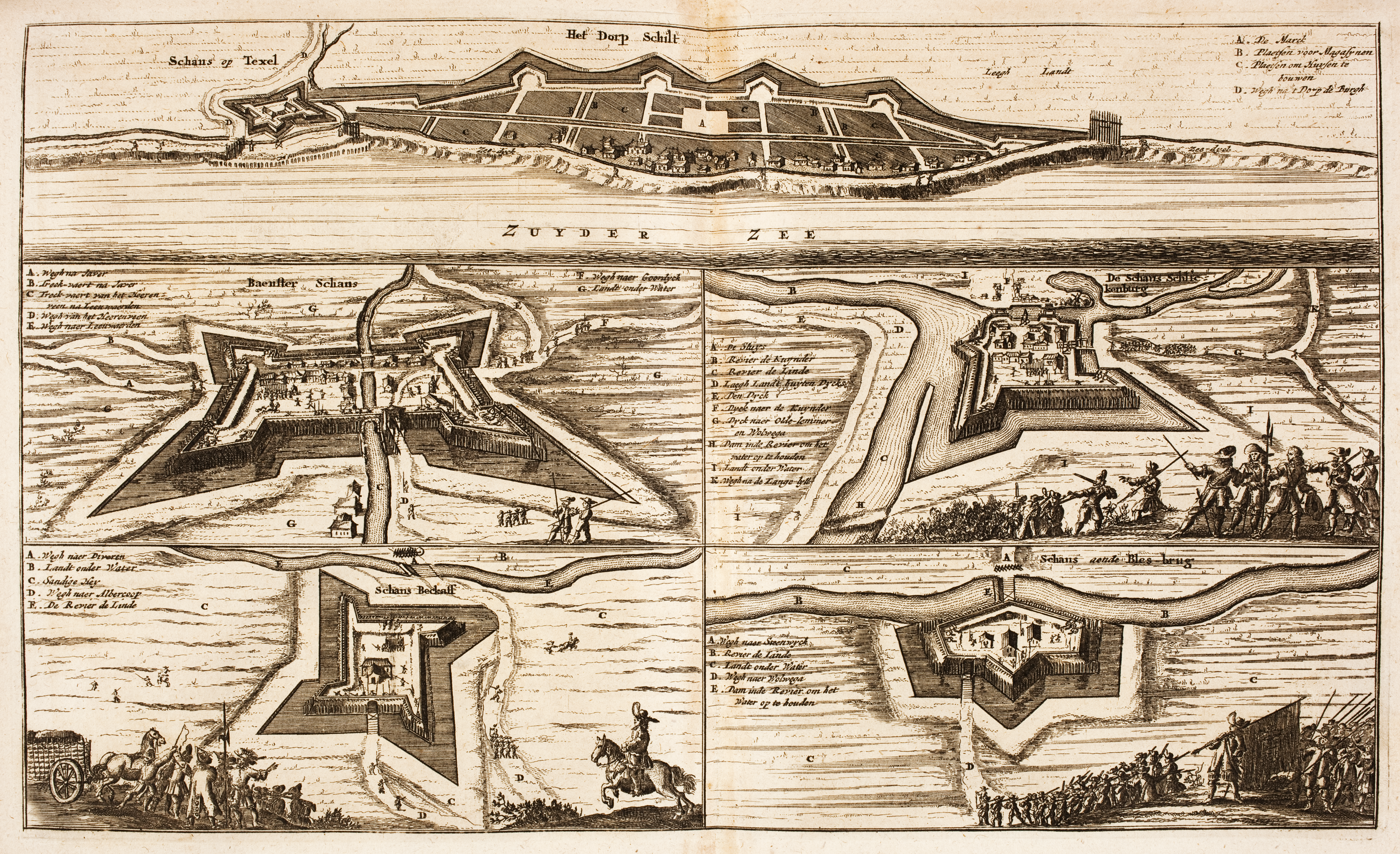
Vier Forts der friesischen Wasserlinie, circa 1675

Die friesische Wasserlinie war eine mittelalterliche Verteidigungslinie in den Niederlanden.

## Lage
Die friesische Wasserlinie folgte dem Fluss Linde nach De Blessebrug, dann nach Norden zum Kuinre und zum Schoterbrug, dann über Heerenveen und Terband nach Gorredijk und damit über Donkerbroek und Bakkeveen nach Frieschepalen. Im Osten schloss sich die Linie im Westerkwartier an die Groninger Wasserlinie an, die sich bis nach Delfzijl erstreckte.

## Geschichte
Die friesische Wasserlinie wurde kurz nach 1580 gebaut und begann an der Zuiderzee. Das Gebiet entlang der Schanzen, Wehre und Dämme wurde während des Achtzigjährigen Krieges gegen die Spanier und im Katastrophenjahr 1672/73 gegen Bernhard von Galen und französische Hilfstruppen verteidigt. Die Schanzen, die sich an strategischen Stellen befanden, waren die einzigen Passagen nach Leeuwarden. Auf diese Weise wurde die friesische Hauptstadt geschützt. Diese Wasserlinie wird derzeit restauriert.

## Schanzen
- Kuinderschans
- Schanze Slijkenburg
- Blessebrugschans
- Schoterschans Oudeschoot
- Baansterschans
- Bekhofschans
- Tolbrugschans
- Schanze Makkinga
- Breebergschans
- Zwartendijksterschans
- Schanze Bakkeveen
- Schanze Frieschepalen